# Associação Desportiva de Machico
A Associação Desportiva de Machico é um clube português, localizado na cidade de Machico, na Região Autónoma da Madeira, que movimenta mais de 400 atletas nas mais variadas modalidades.
O clube participa na temporada de 2024/25 no Campeonato de Portugal (liga) e o seu atual presidente é Raúl Miranda.

## História

### Origens e fundação
Desde meados de 1968 que os dirigentes do Sporting e do Belenenses de Machico sentiam necessidade em unir esforço para que a realidade desportiva fosse reforçada e com esse esforço, os resultados seriam muito melhores.
O clube foi fundado a 14 de abril de 1969 após diversas reuniões realizadas no Hotel do Santo, resultando na fusão entre dois clubes locais: o Sporting de Machico e o Belenenses de Machico.
Nesse sentido as cores escolhidas foram: verde (cor do Sporting), azul (cor do Belenenses) e o branco (cor da paz, da harmonia e da pureza).

### A entrada nos Nacionais
Clube de um concelho conhecido pela sua apetência e garra colocadas na prática de inúmeros desportos, o Machico começa a se notabilizar no panorama desportivo madeirense. Fazendo da sua casa o antigo Campo Municipal Tristão Vaz, o clube fica rapidamente conhecido pelo apoio prestado pelas suas gentes locais, sempre muito zelosas em defesa das suas cores.
Na década de 80, o clube ganha o Campeonato da Madeira e ascende à 3ªDivisão Nacional - Série E, onde permanece alguns anos.

### O sonho insustentável
Na década de 90, sob comando de um jovem treinador brasileiro chamado Dário Filho, a equipa vence o campeonato e ascende à extinta 2ªDivisão - Zona Sul tendo na sua época de estreia conseguido um meritório 2ª lugar, ficando a poucos pontos da promoção.
Pese o forte apoio, quase militante dos seus adeptos e mesmo tendo atrás de si a força de um concelho, a curto prazo estas fortes apostas financeiramente insustentáveis deixam o clube numa grave e delicada situação financeira.
Paralelamente o clube abandona o velhinho e mítico Campo Tristão Vaz - situado no centro da cidade de Machico e transfere-se para o novo Estádio Municipal de Machico, edificado em 1996.

### Lenta recuperação e a consolidação do Parque Desportivo
O clube acaba por se ressentir desportivamente das arrojadas apostas efetuadas, entrando numa fase em que andou num autêntico carrossel entre a 2ª Divisão B e a 3ª Divisão - Série E.
No entanto a construção e consolidação do seu parque desportivo, vem fornecer as bases para o retornar da equipa à 2º Divisão- Série A, tendo ficado em 2º lugar na 3ª Divisão - E.

## Histórico
|                   | Nº Presenças   | Títulos |
| ----------------- | -------------- | ------- |
| Temporadas na 1ª  | 0              |         |
| Temporadas na 2ª  | 0              |         |
| Temporadas na 2ªB | 8 (a decorrer) |         |
| Temporadas na 3ª  | 10             |         |
| Taça de Portugal  | -              |         |
| Taça da Liga      | 0              |         |

## Modalidades
Num concelho com uma larga tradição desportiva, a prática desportiva não se esgota no Futebol, tendo o clube também secções de Futsal, Natação, Voleibol e Karaté.
Destas todas, o Voleibol sem dúvida é a mais mediática e a que maior visibilidade trouxe ao clube e ao concelho de Machico. Desde meados da década de 90 que o clube está num autêntico sobe e desce entre a Divisão A1 e a Divisão A2 masculinas.
Na época 2006/07 e depois de ter conseguido subir, contra todas as expectativas o clube conseguiu um 7º lugar na Divisão A1.

## Parque Desportivo
A equipa de Futebol disputa os seus jogos caseiros no Estádio Municipal de Machico, um recinto inaugurado em 1996 e restaurado em 2005, contando com uma capacidade de 3 300 lugares sentados, com pista de tartan e homologado para poder receber competições internacionais.
O clube usufrui ainda de um campo de futebol sintético de apoio às camadas jovens construído a norte do estádio, que recebeu o nome do mítico e desaparecido Campo Tristão Vaz Teixeira.
Em anexo existe desde meados de 2005 a Piscina de Machico, junto à escola secundária local, local onde se pratica a modalidade de Natação.
O Pavilhão de Machico, também está junto aos restantes equipamentos, sendo datado de meados da década de 80, servindo de suporte à prática das modalidades de Futsal e Voleibol.

## Adeptos
Com uma devoção quase militante à equipa, o Machico tem das maiores e mais fiéis massas adeptas de todos os clubes da Região Autónoma da Madeira. É por muitos considerado o segundo maior clube da região neste aspecto. O ambiente criado no antigo Campo Tristão Vaz ajudou a fortalecer essa ideia de que os seus adeptos são bairristas e muito aguerridos no apoio às suas cores. Recentemente foi criado um novo núcleo de apoio a equipa, com o nome de Brigada ADM, que demonstra a paixão pelo clube da terra.